# 长春长客阿尔斯通轨道车辆
长春长客阿尔斯通轨道车辆有限公司（英語：Changchun Alstom Railway Vehicles Co. Ltd.），简称“长客阿尔斯通”，前称长春长客－庞巴迪轨道车辆有限公司（简称“长客庞巴迪”），是中国一家中外合资的城市轨道交通车辆制造商，母公司分别为中国北车集团中车长春轨道客车股份有限公司和阿尔斯通控股毛里求斯有限公司，总部位于中国吉林省长春市，主要业务为开发、制造和组装地铁车辆、轻轨车辆、市郊车辆等。
1996年12月10日，长春客车厂与德国ABB戴姆勒-奔驰运输系统（中国）有限公司（ADTranz）在北京正式签订合同，组建合资公司“长春安达轨道车辆有限公司”（Changchun Adtranz Railway Vehicles Co. Ltd.），1997年3月得到了国家对外贸易经济合作部的批准，同月在工商行政管理部门登记注册。随着庞巴迪运输集团于2001年收购了ADTranz，该合资公司也更名为“长春长客－庞巴迪轨道车辆有限公司”。
长春长客－庞巴迪轨道车辆有限公司主力发展成为上海、广州、深圳等大都市高档A型地铁车辆市场的主导企业。2000年8月，长客庞巴迪与广州市地下铁道总公司签订广州地铁二号线26列（156辆）地铁的采购合同；2001年11月与深圳地铁公司签订了深圳地铁一期工程19列（114辆）地铁的采购合同；2002年12月与上海地铁运营有限公司签订了16列（96辆）地铁采购合同。2006年6月，长客庞巴迪的第1000辆城轨车出厂并交付予广州地铁。
2021年1月29日，阿尔斯通公司收购了庞巴迪运输100%股权，庞巴迪运输正式并入阿尔斯通。2022年12月30日，“长春长客－庞巴迪轨道车辆有限公司”更名为“长春长客－阿尔斯通轨道车辆有限公司”。2022年1月10日，名称变更为“长春长客阿尔斯通轨道车辆有限公司”。

## 参看
- 庞巴迪公司
- 长春轨道客车股份有限公司
- 青岛四方庞巴迪铁路运输设备
- 庞巴迪运输轨道设备（青岛）有限公司
- 新誉庞巴迪牵引系统有限公司（新誉阿尔斯通牵引系统有限公司）（BNP，前身为江苏常牵庞巴迪牵引系统有限公司）